# 洪申翰
洪申翰（1984年10月18日—），中華民國政治人物，民主進步黨籍，生於臺北市，現任勞動部部長。曾任立法委員、民主進步黨立法院黨團副幹事長、副書記長、行政院能源及減碳辦公室委員、綠色公民行動聯盟副秘書長。

## 政治生涯

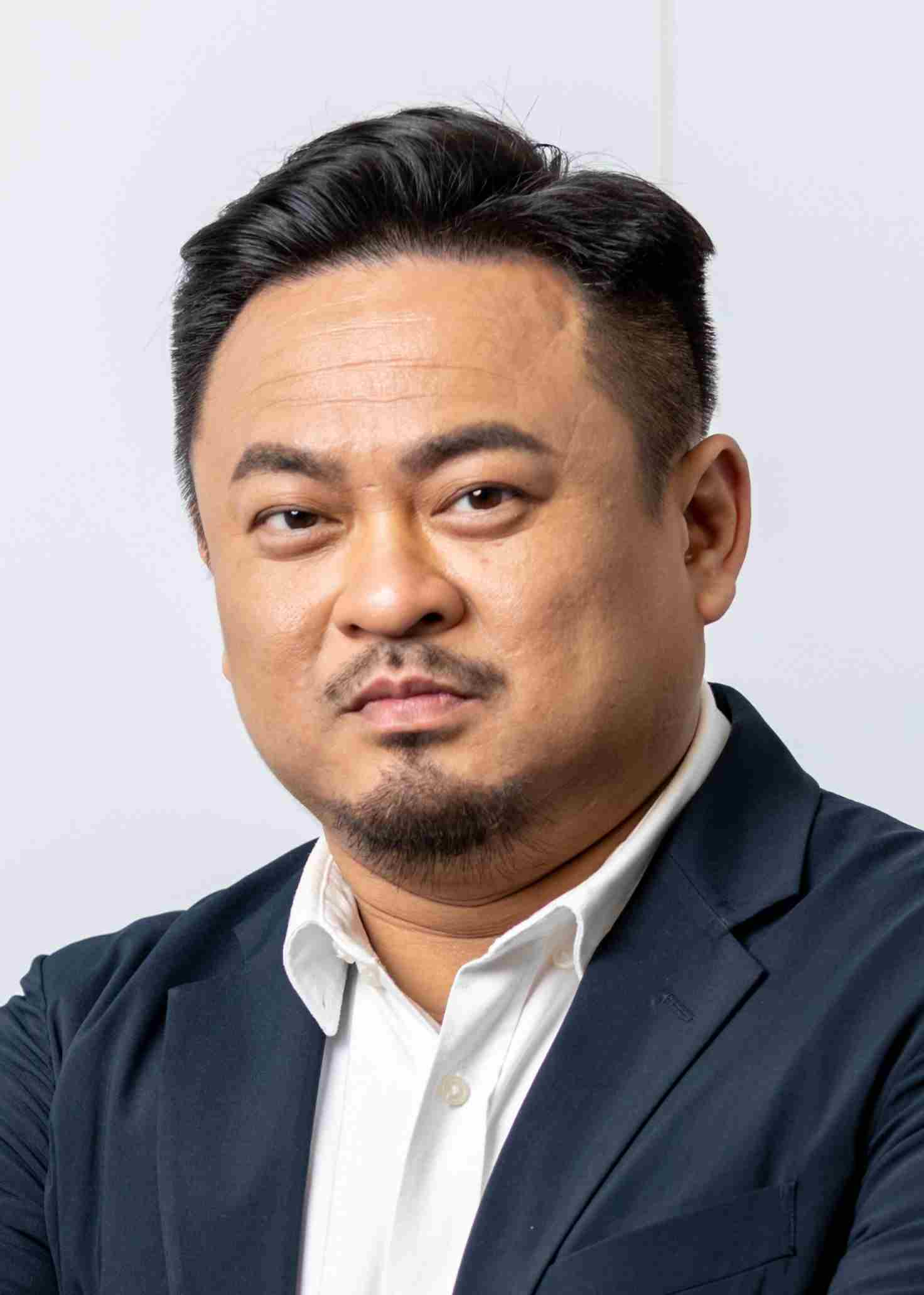
立法院官方肖像

2019年，洪申翰入列民主進步黨全國不分區立委名單第2名，選舉結果民進黨不分區席次分配到13席，洪申翰當選第10屆立法委員。
2021年11月，洪申翰代表民進黨團赴英國格拉斯哥，參加2021年聯合國氣候變化大會，並在民進黨中常會透過視訊方式進行專案報告，說明多國對台灣未來再生能源發展，尤其離岸風電、海洋能、地熱都表達高度期待和好奇；並建議台灣應留意未來國際經貿聯盟與談判議程中，氣候治理重要性提升的趨勢，例如移除化石燃料補貼。
2022年6月，洪申翰與林昶佐在華盛頓參與「世界國會議員西藏大會」（The 8th World Parliamentarians' Convention on Tibet），擔任「亞洲和西藏在全球暖化和氣候變遷中的意義」主題論壇講者。
2023年，民進黨再次將洪申翰排入不分區，此次排名第四，後順利當選。隔年11月，時任勞動部部長何佩珊因勞動部內霸凌案而辭職，行政院指派洪申翰接任勞動部部長，其不分區立委席次由王義川遞補。

## 爭議事件
2020年9月30日，立法院衛環委員會臨時提案要求公私立托嬰中心、居家托育場所禁用瘦肉精食品及主張應到美國查廠合格後，萊豬才能進口提案進行表決。民進黨立委洪申翰、莊競程、楊曜、邱泰源、黃秀芳、陳瑩表態反對；國民黨立委廖婉汝、張育美、徐志榮、吳斯懷和時代力量立委王婉諭則表態贊成。最後贊成5人，反對6人，提案不通過。此舉引起台灣民間反瘦肉精毒豬聯盟不滿，台灣民間反瘦肉精毒豬聯盟發言人李建誠質疑，為何這個關乎幼兒健康的提案會遭到否決。

## 相關事件

### 被王鴻薇錯誤指控性騷擾
2024年7月8日，國民黨立委王鴻薇指控洪申翰摸胸性騷擾。根據影片，洪申翰全程將手抵在門上，是王鴻薇自己用身體去撞洪申翰，洪申翰的手並沒有任何動作。

## 選舉紀錄
| 年度 | 選舉屆數             | 選舉區                                 | 所屬政黨   | 得票數    | 得票率 | 當選標記 | 備註 |
| ---- | -------------------- | -------------------------------------- | ---------- | --------- | ------ | -------- | ---- |
| 2020 | 第十屆立法委員選舉   | 全國不分區及僑居國外國民立法委員選舉區 | 民主進步黨 | 4,811,241 | 33.98% |          |      |
| 2024 | 第十一屆立法委員選舉 | 全國不分區及僑居國外國民立法委員選舉區 | 民主進步黨 | 4,982,062 | 36.16% |          |      |